# Cartaletis forbesi
Cartaletis forbesi is een vlinder uit de familie spanners (Geometridae). De wetenschappelijke naam van deze soort is voor het eerst geldig gepubliceerd in 1884 door Druce.
De soort komt voor in tropisch Afrika.